# H3-as autóút (Szlovénia)
Az H3-es autóút (szlovénül: Hitra cesta H3) egy gyorsforgalmi út Szlovéniában. Az út 10,22 km hosszú, az út Ljubljana északi elkerülő útja. 